# Beni Chaib
Beni Chaib là một đô thị thuộc tỉnh Tissemsilt, Algérie. Dân số thời điểm năm 2002 là 3.266 người.